# Taça de Portugal 2014-2015
La Taça de Portugal 2014-2015 è stata la 75ª edizione del torneo. È iniziata il 6 settembre 2014 e si è conclusa il 31 maggio 2015. Lo Sporting Lisbona ha vinto il trofeo ai tiri di rigore contro il Braga. Per la prima volta nella storia della competizione la coppa è stata assegnata dopo l'esecuzione dei tiri dal dischetto.

## Formula del torneo
| Turno                | Numero di incontri | Squadre   | Entrano a questo turno                                         |
| -------------------- | ------------------ | --------- | -------------------------------------------------------------- |
| Primo turno          | 25                 | 135 → 110 | 50 squadre di Segunda Liga, Segunda Divisão e Terceira Divisão |
| Secondo turno        | 46                 | 110 → 64  | 49 squadre che hanno ricevuto un bye                           |
| Terzo turno          | 32                 | 64 → 32   | 20 squadre di Primeira Liga                                    |
| Sedicesimi di finale | 16                 | 32 → 16   | –                                                              |
| Ottavi di finale     | 8                  | 16 → 8    | –                                                              |
| Quarti di finale     | 4                  | 8 → 4     | –                                                              |
| Semifinali           | 2 + 2              | 4 → 2     | –                                                              |
| Finale               | 1                  | 2 → 1     | –                                                              |

## Primo turno
| Squadra 1          | Risultato          | Squadra 2          |
| ------------------ | ------------------ | ------------------ |
| 6 settembre 2014   |                    |                    |
| Amarante           | 0 – 1              | Mafra              |
| Vizela             | 3 – 1              | Cerveira           |
| Viana Alentejo     | 0 – 2              | Vianense           |
| Fafe               | 1 – 0              | Pinhalnovense      |
| Santa Maria        | 2 – 1              | Bragança           |
| Correlhã           | 0 – 2 (d.t.s.)     | Loures             |
| Espinho            | 0 – 0 (3-1 d.t.r.) | Camacha            |
| Ferreiras          | 0 – 3              | Famalicão          |
| Vila Real          | 2 – 1              | 1º Dezembro        |
| São João de Ver    | 3 – 4              | Atlético Riachense |
| Lourosa            | 3 – 2              | Fátima             |
| Atlético Malveira  | 4 – 1 (d.t.s.)     | Lusitano VRSA      |
| Soito              | 0 – 1              | Ouriense           |
| Lumianos           | 1 – 0              | Fabril Barreiro    |
| Sobrado            | 2 – 2 (1-4 d.t.r.) | Moura              |
| Fazendense         | 2 – 3 (d.t.s.)     | Caldas             |
| Atlético Reguengos | 5 – 3              | Tourizense         |
| Febres             | 5 – 3 (d.t.s.)     | Nogueirense        |
| Alcains            | 2 – 2 (4-2 d.t.r.) | Piense             |
| União de Montemor  | 4 – 1              | Oliveira Hospital  |
| Lusitano FCV       | 2 – 0              | Estarreja          |
| Varzim             | 2 – 1 (d.t.s.)     | Mirandela          |
| Sousense           | 2 – 0              | Gafanha            |
| Pampilhosa         | 0 – 2              | Sertanense         |
| Merelinense        | 2 – 3              | Felgueiras 1932    |

## Secondo turno
| Squadra 1            | Risultato          | Squadra 2         |
| -------------------- | ------------------ | ----------------- |
| 27-28 settembre 2014 |                    |                   |
| Chaves               | 3 – 1              | Louletano         |
| Pedras Salgadas      | 2 – 1              | Ouriense          |
| Cinfães              | 1 – 1 (4-5 d.c.r.) | Coimbrões         |
| Marinhense           | 0 – 6              | Torreense         |
| Pedras Rubras        | 2 – 1              | Anadia            |
| Cesarense            | 1 – 3              | Covilhã           |
| Beira-Mar            | 4 – 2              | Sintrense         |
| Vianense             | 1 – 1 (1-3 d.c.r.) | Serzedo           |
| Sporting Pombal      | 1 – 0 (d.t.s.)     | Limianos          |
| Argozelos            | 0 – 1              | Alcains           |
| Moura                | 2 – 0              | Montalegre        |
| Oliveirense          | 2 – 0              | União de Montemor |
| Espinho              | 1 – 0              | Sanjoanense       |
| Mosteirense          | 0 – 4              | Salgueiros        |
| Aljustrelense        | 0 – 3              | Desp. Aves        |
| Mafra                | 1 – 1 (2-3 d.c.r.) | Feirense          |
| Vilaverdense         | 1 – 2              | Gondomar          |
| Naval                | 0 – 2 (d.t.s.)     | Fafe              |
| Académico de Viseu   | 1 – 2              | Famalicão         |
| Trofense             | 6 – 0              | Febres            |
| Vizela               | 4 – 3 (d.t.s.)     | Sousense          |
| Vila Real            | 2 – 3              | Casa Pia          |
| Sourense             | 2 – 1              | Santa Clara       |
| Câmara de Lobos      | 0 – 2              | Mortágua          |
| Angrense             | 0 – 1              | Vitória Sernache  |
| Caldas               | 1 – 1 (1-3 d.c.r.) | Santa Maria       |
| Tirsense             | 1 – 1 (5-3 d.c.r.) | União Leiria      |
| Freamunde            | 2 – 1              | Águeda            |
| Boavista Ribeirinha  | 0 – 3              | Felgueiras 1932   |
| Sacavenense          | 0 – 0 (1-3 d.c.r.) | Vieira            |
| Ribeirão             | 4 – 0              | Gouveia           |
| Eléctrico            | 2 – 3              | Tondela           |
| Cova da Piedade      | 1 – 0              | Silves            |
| Atlético CP          | 4 – 0              | Moimento de Beira |
| Alcanenense          | 2 – 0              | Lourosa           |
| Atlético Riachense   | 2 – 2 (3-2 d.c.r.) | Praiense          |
| Operário dos Açores  | 1 – 1 (3-1 d.c.r.) | Lusitano FCV      |
| Oriental Lisbona     | 3 – 2 (d.t.s.)     | Farense           |
| Santa Eulalia        | 2 – 1              | Leixões           |
| Olhanense            | 2 – 0              | Quarteirense      |
| Atlético Reguengos   | 3 – 1              | Paivense          |
| Loures               | 2 – 2 (1-3 d.c.r.) | Oliveirense       |
| Portimonense         | 1 – 2              | Real Massamá      |
| Amora                | 3 – 2 (d.t.s.)     | União Madeira     |
| Atlético Malveira    | 1 – 5              | Varzim            |
| Benfica e C.B.       | 0 – 0 (5-4 d.c.r.) | Sertanense        |

## Terzo turno
| Squadra 1           | Risultato          | Squadra 2          |
| ------------------- | ------------------ | ------------------ |
| 18-19 ottobre 2014  |                    |                    |
| Atlético CP         | 3 – 0              | Beira-Mar          |
| Pedras Salgadas     | 1 – 3 (d.t.s.)     | Trofense           |
| Varzim              | 2 – 1              | Estoril Praia      |
| Olhanense           | 2 – 4              | Oriental Lisbona   |
| Desp. Aves          | 4 – 1              | Boavista           |
| Porto               | 1 – 3              | Sporting Lisbona   |
| Feirense            | 5 – 1              | Amora              |
| Covilhã             | 2 – 3              | Benfica            |
| Famalicão           | 2 – 1              | Sporting Pombal    |
| Vitória Sernache    | 1 – 1 (1-4 d.c.r.) | Vieira             |
| Sourense            | 0 – 1              | Santa Eulalia      |
| Casa Pia            | 1 – 4 (d.t.s.)     | Vizela             |
| Mortágua            | 1 – 3              | Fafe               |
| Freamunde           | 3 – 2 (d.t.s.)     | Felgueiras 1932    |
| Marítimo            | 4 – 0              | Gondomar           |
| Coimbrões           | 0 – 1              | Rio Ave            |
| Salgueiros          | 1 – 3              | Oliveirense        |
| Chaves              | 7 – 0              | Cova da Piedade    |
| Serzedo             | 1 – 1 (7-8 d.c.r.) | Espinho            |
| Atlético Riachense  | 2 – 1              | Benfica e C.B.     |
| Paços Ferreira      | 4 – 0              | Atlético Reguengos |
| Ribeirão            | 2 – 0 (d.t.s.)     | Torreense          |
| Gil Vicente         | 2 – 1              | Real Massamá       |
| Penafiel            | 2 – 2 (4-3 d.c.r.) | Tondela            |
| Santa Maria         | 1 – 0              | Académica          |
| Nacional            | 6 – 1              | Alcanenense        |
| Moura               | 0 – 2              | Vitória Guimarães  |
| Oliveirense         | 2 – 3 (d.t.s.)     | Belenenses         |
| Operário dos Açores | 3 – 1              | Tirsense           |
| Braga               | 4 – 1              | Alcains            |
| Moreirense          | 2 – 1              | Pedras Rubras      |
| Vitória Setúbal     | 1 – 0              | Arouca             |

## Sedicesimi di finale
| Squadra 1           | Risultato          | Squadra 2           |
| ------------------- | ------------------ | ------------------- |
| 22-23 novembre 2014 |                    |                     |
| Espinho             | 0 – 5              | Sporting Lisbona    |
| Atlético CP         | 0 – 2              | Marítimo            |
| Famalicão           | 4 – 0              | Fafe                |
| Rio Ave             | 2 – 0              | Oliveirense         |
| Trofense            | 0 – 5              | Belenenses          |
| Benfica             | 4 – 1              | Moreirense          |
| Vieira              | 0 – 1              | Freamunde           |
| Vizela              | 2 – 2 (4-2 d.c.r.) | Operário dos Açores |
| Paços Ferreira      | 9 – 0              | Atlético Riachense  |
| Penafiel            | 1 – 0              | Desp. Aves          |
| Gil Vicente         | 1 – 1 (3-1 d.c.r.) | Varzim              |
| Nacional            | 2 – 0              | Ribeirão            |
| Santa Maria         | 2 – 1              | Santa Eulalia       |
| Feirense            | 0 – 2              | Chaves              |
| Oriental Lisbona    | 1 – 0              | Vitória Setúbal     |
| Vitória Guimarães   | 1 – 2              | Braga               |

## Ottavi di finale
| Squadra 1           | Risultato          | Squadra 2        |
| ------------------- | ------------------ | ---------------- |
| 16-18 dicembre 2014 |                    |                  |
| Belenenses          | 2 – 0              | Freamunde        |
| Gil Vicente         | 2 – 1              | Penafiel         |
| Nacional            | 2 – 1              | Santa Maria      |
| Marítimo            | 1 – 1 (9-8 d.c.r.) | Oriental Lisbona |
| Rio Ave             | 2 – 0              | Chaves           |
| Paços Ferreira      | 1 – 2              | Famalicão        |
| Vizela              | 2 – 3              | Sporting Lisbona |
| Benfica             | 1 – 2              | Braga            |

## Quarti di finale
| Squadra 1        | Risultato          | Squadra 2   |
| ---------------- | ------------------ | ----------- |
| 6-8 gennaio 2014 |                    |             |
| Rio Ave          | 5 – 2              | Gil Vicente |
| Braga            | 7 – 1              | Belenenses  |
| Sporting Lisbona | 4 – 0              | Famalicão   |
| Marítimo         | 1 – 1 (5-6 d.c.r.) | Nacional    |

## Semifinali
Le semifinali, a differenza degli altri turni, sono disputate in gare di andata e ritorno.
| Squadra 1 | Totale | Squadra 2        | Andata | Ritorno |
| --------- | ------ | ---------------- | ------ | ------- |
| Nacional  | 2 – 3  | Sporting Lisbona | 2 – 2  | 0 – 1   |
| Braga     | 4 – 1  | Rio Ave          | 3 – 0  | 1 – 1   |

## Finale
La finale si è disputata in gara unica allo Stadio Nazionale di Jamor di Oeiras il 31 maggio.
| Arbitro: | Marco Ferreira (Madeira) |

|                           |                      |                          |
| Slimani 84’ Montero 90+3’ | Marcatori            | 16’ (rig.) Éder 25’ Rafa |
| Adrien Nani Slimani       | Tiri di rigore 3 – 1 | Alan A. Pinto Éder Agra  |

| Sporting | Braga |

### Formazioni
| Sporting Lisbona |    |                   |     |         |
|                  |    |                   |     |         |
| P                | 1  | Rui Patrício ()   |     |         |
| TD               | 41 | Cédric            | 14’ |         |
| DC               | 5  | Ewerton           |     |         |
| DC               | 26 | Paulo Oliveira    |     |         |
| TS               | 4  | Jefferson         |     |         |
| CEN              | 14 | William Carvalho  |     |         |
| CC               | 23 | Adrien Silva      |     |         |
| CC               | 17 | João Mário        |     | 21’     |
| AD               | 18 | André Carrillo    |     | 54’     |
| ATT              | 9  | Islam Slimani     |     |         |
| AS               | 77 | Nani              |     |         |
| A disposizione:  |    |                   |     |         |
| POR              | 22 | Marcelo Boeck     |     |         |
| DIF              | 55 | Tobias Figueiredo |     |         |
| CEN              | 24 | Oriol Rosell      |     |         |
| ATT              | 36 | Carlos Mané       |     | 54’     |
| DIF              | 13 | Miguel Lopes      |     | 21’ 74’ |
| CEN              | 8  | André Martins     |     |         |
| ATT              | 10 | Fredy Montero     |     | 74’     |
| Allenatore:      |    |                   |     |         |
| Marco Silva      |    |                   |     |         |

| Braga            |    |                   |           |     |
|                  |    |                   |           |     |
| POR              | 1  | Stanislav Kricjuk | 72’       |     |
| TD               | 15 | Baiano            | 23’       |     |
| DC               | 6  | André Pinto       |           |     |
| DC               | 33 | Aderlan Santos    |           |     |
| TS               | 16 | Djavan            |           | 82’ |
| CEN              | 8  | Luíz Carlos       | 48’       |     |
| CC               | 63 | Mauro             | 38’, 115’ |     |
| CC               | 14 | Rúben Micael      |           | 61’ |
| AD               | 90 | Felipe Pardo      |           | 75’ |
| ATT              | 17 | Éder ()           | 54’       |     |
| AS               | 18 | Rafa Silva        |           |     |
| A disposizione:  |    |                   |           |     |
| POR              | 92 | Matheus           |           |     |
| DIF              | 2  | Vincent Sasso     | 86’       | 82’ |
| CEN              | 25 | Pedro Tiba        |           |     |
| ATT              | 7  | Salvador Agra     |           | 75’ |
| ATT              | 23 | Pedro Santos      |           |     |
| ATT              | 30 | Alan              |           | 61’ |
| ATT              | 20 | Zé Luís           |           |     |
| Allenatore:      |    |                   |           |     |
| Sérgio Conceição |    |                   |           |     |

## Record
- Miglior attacco: Braga (21)
- Partita con più reti: Paços de Ferreira - Atlético Riachense 9 - 0 (9)
- Partita con maggiore scarto di reti: Paços de Ferreira - Atlético Riachense 9 - 0 (9)